# Koivusaari (ö i Finland, Päijänne-Tavastland, Lahtis, lat 61,27, long 26,12)
Koivusaari är en ö i Finland. Den ligger i sjön Ala-Rieveli och i kommunen Heinola i den ekonomiska regionen  Lahtis ekonomiska region  och landskapet Päijänne-Tavastland, i den södra delen av landet, 140 km nordost om huvudstaden Helsingfors. Öns area är 0,6 hektar och dess största längd är 170 meter i nord-sydlig riktning.